# Новый Дорогинь
Но́вый Дороги́нь (укр. Новий Дорогинь) — село на Украине, находится в Народичском районе Житомирской области.
Код КОАТУУ — 1823786601. Население по переписи 2001 года составляет 296 человек. Почтовый индекс — 11421. Телефонный код — 4140. Занимает площадь 1,276 км².

## Адрес местного совета
11421, Житомирская область, Народичский р-н, с. Новый Дорогинь